# Византијска медицина
Византијска медицина обухвата практиковање медицине у оквиру Византијског царства од оквирно 400. до 1453. године нове ере. Византијска медицина је била позната по томе што је градила на бази знања коју су развили њени грчко-римски претходници. У Византији су очуване медицинске праксе од антике, византијска медицина је утицала на исламску медицину и подстакла западњачки препород медицине током ренесансе.
Византијски лекари су често састављали и стандардизовали медицинско знања у уџбенике. Њихови записи су обично укључивали и дијагностичка објашњења и техничке цртеже. Медицински зборник у седам књига, који је написао водећи лекар Павле са Егине, опстао је као посебно темељан извор медицинског знања. Овај компендијум, написан крајем седмог века, остао је у употреби као стандардни уџбеник наредних 800 година. Ова традиција састављања настављена је од око десетог века до двадесетог кроз жанр медицинских списа познатих као јатрософија.
Касна антика је довела до револуције у медицинској науци, а историјски записи често помињу цивилне болнице (иако су медицина и тријажа везани за контекст рата забележени много пре периода царског Рима). Константинопољ се истицао као центар медицине током средњег века, чему су допринели локација на раскрсници путева, богатство град и нагомилано знање.

## Историјска позадина
Вероватно је први византијски лекар био аутор бечког Диоскуридовог рукописа, насталог око 515. године нове ере за ћерку цара Олибрија. Као и већина византијских лекара, овај аутор је црпио свој материјал од античких ауторитета попут Галена и Хипократа, иако су византијски лекари проширили знање сачувано из грчких и римских извора. Орибасије, вероватно најплоднији византијски састављач медицинског знања, често је бележио сталне медицинске претпоставке за које се показало да су нетачне. Неколико његових дела, заједно са делима других византијских лекара, преведено је на латински, а на крају, током просветитељства и доба разума, на енглески и француски.
Друга византијска расправа, она доктора Николаса Мирепоса из тринаестог века, остала је главни документ везан за фарацију на париском медицинском факултета до 1651, док је византијски трактат Деметрија Пепагомена (тринаести век) о гихту преведен и објављен на латинском од стране поствизантијских хуманиста Маркус Мусурус, у Венецији 1517. Стога би се могло тврдити да су претходна погрешна представљања о Византији као једноставно 'носиоцу' знања древне медицине до ренесансе погрешна. Познато је да су поједини италијански лекари из касног дванаестог века били под утицајем византијског медицинског знања.
Последњи велики византијски лекар био је Јован Актуарије, који је живео почетком 14. века у Цариграду. Његови радови о урину поставили су велики део темеља за касније проучавање урологије. Међутим, од последњег 12. века до пада Константинопоља под Турке 1453. године, било је веома мало даљег ширења медицинског знања, углавном због превирања са којима се Царство суочавало на оба фронта, након успостављања Латинског царства и све мањег броја становништва Цариграда због куге и рата. Ипак, византијска медицина је изузетно значајна како у погледу нових открића до којих је дошло у том периоду (у време када је Западна Европа била у периоду превирања), прикупљања старогрчког и римског знања, тако и његовог ширења како у ренесансној Италији тако и у исламском свету.

## Болнице
Византијско царство је било једно од првих царстава које је имало напредне медицинске установе. Пре тога, уједињено Римско царство је имало болнице засебно за војнике и робове. Међутим, ниједна од ових установа није била намењена за ширу јавност. Болнице у Византији првобитно је основала црква да би служиле као место где сиромашни и бескућници имају приступ основним медицинским услугама. Филантропија је дала почетни импулс за стварање хоспиција (ксенона) и проширење ових установа у специјализоване медицинске центре (иатреони или носокомеиони). Болнице су обично биле одвојене, за мушкарце или жене. Иако остатке ових болница археолози нису открили, снимци болница из Византијског царства описују велике зграде које су имале срж отвореног огњишта. Установе Византијског царства личиле су на прве облике онога што данас познајемо као модерне болнице.
Прву болницу подигао је Леонтије Антиохијски између 344. и 358. године и била је место за странце и мигранте да нађу уточиште. Отприлике у исто време, ђакон по имену Маратоније је био задужен за болнице и манастире у Цариграду. Његов главни циљ је био да побољша урбану естетику, илуструјући болнице као главни део византијских градова. Ове ране болнице су биле дизајниране за сиромашне. У ствари, већину болница широм Византијског царства су скоро искључиво користили сиромашни.
Међу научницима се води дебата о томе зашто је црква покренула ове институције. Који год био разлог, болнице су почеле да се шире по царству. Убрзо затим Свети Василије Кесаријски развио је место за болесне у коме је пружао уточиште болеснима и бескућницима.
Након прилива у болнице од средине до краја четвртог века, болнице су се рашириле по целом царству. До почетка петог века болнице су се прошириле преко Медитерана до Остије, Рима и Хипона. Међутим, ове болнице нису изазвале отаварање више болница у византијској Африци и Италији. Такође у петом веку постоје докази да су болнице биле отваране у византијском Египту и Сирији. У Сирији, болница описана у Животу Рабуле из Едесе документује доступност чисте одеће и постељине за пацијенте. Поред тога, бискуп Рабула и болница у Едеси позната је као прва болница за болесне и сиромашне.
После шестог века, болнице су полако постале саставан део грађанског живота. Сведочанство о изградњи нових болница потиче из Хронографије Михаела Пселоса . У својој књизи он описује цареве Василија I, Романа I Лекапина и Константина IX који су градили нове болнице, које су се све налазиле у Цариграду. Изван Константинопоља, постоје докази о болници у Солуну која је, поред обезбеђивања кревета и склоништа за пацијенте, такође делила лекове пацијентима који су ушли у болницу у дванаестом веку. Византијски рукопис из 5. века, сада познат као Бечки Диоскорид, још увек се користио као болнички уџбеник у Цариграду скоро хиљаду година након што је настао у том граду.
Тешко је утврдити  стварни број болница у царству током средњег века. Неки стручњаци процењују да је било преко 169 болница. Ове болнице су се веома разликовале по величини. Процењује се да су велике болнице, попут оне у Цариграду, имале преко две стотине кревета. Ипак, чини се да је већина других болница из тог времена имала само неколико десетина кревета.

## Пракса
Медицинска традиција Византијског царства потиче од рада грчког лекара Хипократа и римског лекара грчког порекла Галена. Докази о употреби древних грчких медицинских идеја виде се кроз ослањање византијских лекара на хумор да би дијагностиковали болест. Византијски лекари су следили Хипократову теорију да се тело састоји од четири хумора, крви, слузи, жуте жучи и црне жучи. Ови хумори су били повезани са одређеним годишњим добима, топлим или хладним и сувим или влажним. Да би идентификовали ове хуморе, византијски лекари су се у великој мери ослањали на Галенова дела.
Византијске дијагностичке технике усредсређене су на лекарска посматрања пулса и урина пацијената. Такође, код одређених болести, лекари су можда прегледали измет, брзину дисања и начин говора пацијента. По питању пулса, лекари су следили Галенова учења, идентификујући пулс према величини, јачини, брзини, фреквенцији серије и тврдоћи или мекоћи. Византијски лекар Јован Захарија Актуарије наводи да је лекару потребна изузетно осетљива рука и бистар ум. Јован Захарија Актуарије је такође имао велики утицај на област урологије. У византијској дијагностици урин је коришћен за идентификацију различитих врста болести. Актуарије је направио епрувету која је одвојала урин у једанаест различитих делова. Одељак у коме су се седименти или различите боје појавили у бочици је у корелацији са другим делом тела. На пример, ако су на врху бочице били мехурићи, сматрало се да то представља инфекцију главе.
Након што дијагностикују врсту хумора (античка теорија да се тело састоји од 4 телесне течности) путем посматрања пулса или урина, лекари би затим покушали да избришу хумор прописивањем промена у исхрани, лека или пуштања крви. Други начин на који су се људи лечили је операција. Павле Егински је био на челу хирургије. Он је дао опис операцију фиксирања. У том периоду су се десиле и друге врсте операција које су описане у делу Павла од Егине, Epitome of Medicine. Овај рад се односи на преко четрдесет врста хируршких захвата и око петнаест хируршких инструмената. Поред тога, постоје докази да су људи ангажовани да одржавају хируршке инструменте чистим звани аконете. Ово показује ниво валоризовања хирургије у византијским болницама.
Поред операције, лекови су такође били уобичајен начин лечења болести. Александар од Трала је писао о преко шест стотина лекова које је користио да покуша да излечи болести. Његових дванаест књига представља пример употребе медицине за лечење свих врста болести, укључујући и оно што је описао као „меланхолију“ коју би савремени лекари описали као депресију. Неки од ових лекова се и данас користе као што је колхицин. Александар од Трала је био један од најважнијих лекара Византије и показао је како је медицина имала велики утицај на живот Византије.
Први запис о раздвајању сијамских близанаца десио се у Византијском царству 900-их година. Један од спојених близанаца је већ умро, па су хирурзи покушали да одвоје мртвог близанца од преживелог. Резултат је био делимично успешан јер је преоживели близанац живео три дана након раздвајања. Следећи случај раздвајања сијамских близанаца забележен је 1689. године у Немачкој, неколико векова касније.
Византијска дијагноза се обично ослањала на Хипократову традицију. Лудило и слична обољења су се обично објашњавала неравнотежом телесних течности.

## Хришћанство
Хришћанска црква је имала кључну улогу у изградњи и одржавању болница. Многе болнице су изградили и одржавали црквени великодотојници у својим префектурама. Болнице су се обично градиле у близини или око цркава, а велики значај придавао се идеји исцељења кроз спасење. Када би медицина затајила, доктори би замолили своје пацијенте да се моле Богу, што је често укључивало иконе Козме и Дамјана, заштитника медицине и лекара.
Хришћанство је такође одиграло кључну улогу у пропагирању идеје милосрђа. Учињено је да медицина буде, према историчару Државног универзитета Орегон Гери Фернгрен (професор историје античке Грчке и Рима са специјализацијом у области античке медицине) „доступна свима и... једноставна“.
У стварној пракси медицине постоје докази утицаја религије. Јован Актуариос препоручује употребу свете воде помешане са биљком пелитора да делује као начин лечења епилепсије.